# カミーユ・シュヴィヤール

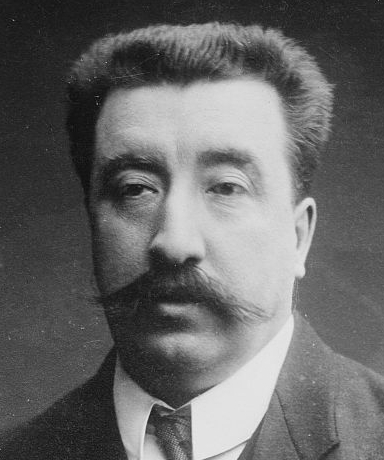
カミーユ・シュヴィヤール

カミーユ・シュヴィヤール（Camille Chevillard、1859年10月14日パリ - 1923年5月30日イヴリーヌ県シャトゥ（Chatou））は、フランスの指揮者、作曲家、ピアニスト。シャルル・ラムルー（コンセール・ラムルー管弦楽団の創設者）の女婿。

## 生涯
父アレクサンドルは優れたヴァイオリン奏者であった。パリ音楽院に進んでピアノを修め、二等賞を得、作曲家を志す。
1895年、モーリス・アヨ(Maurice Hayot)、ジョセフ・サルモン（Joseph Salmon）と共にピアノ三重奏団を結成した。
1897年、シャルル・ラムルーの指揮するリヒャルト・ワーグナー「ローエングリン」のパリ公演に関わる。同年、シャルル・ラムルーがコンセール・ラムルーの常任指揮者の座を退き、女婿のシュヴィヤールが跡を継いだ。1923年までの首席指揮者在任中、ルートヴィヒ・ヴァン・ベートーヴェン、ロベルト・シューマン、ワーグナー、フランツ・リストらの作品を紹介し、また、次の作品などを初演した。
- 1901年2月3日：ガブリエル・フォーレ「ペレアスとメリザンド」（組曲版）
- 1901年10月27日：クロード・ドビュッシー「夜想曲」
- 1905年10月15日：ドビュッシー「海」
- 1920年12月12日：モーリス・ラヴェル「ラ・ヴァルス」

1907年、パリ音楽院の器楽合奏の教授に就任。また、1914年にはオペラ座の音楽監督となり、そこで1923年1月15日、友人でもあったガブリエル・ピエルネのバレエ「シダリーズと牧羊神」を初演した。

## 代表的作品
- ピアノ五重奏曲 変ホ短調 作品1（1882年）
- ピアノ三重奏曲 作品3（1884年）
- 主題と変奏 作品5
- 交響的バラード 作品6（1889年）
- 交響的幻想曲 作品10
- 4つの小品 作品11（1893年）
- チェロソナタ 変ロ長調 作品15（1896年）
- 弦楽四重奏曲 変ニ長調 作品16（1897-98年）